# Adair (Iowa)
Adair è una città degli Stati Uniti, situata nella Contea di Guthrie e nella Contea di Adair, nello Stato dell'Iowa.

## Geografia fisica
Le coordinate geografiche della città sono 41°30′00″N 94°38′38″W (41.500094 -94.643839). Adair ha una superficie di 5,7 km². Le città limitrofe sono: Brayton, Anita, Fontanelle, Casey, Menlo ed Exira. Adair è situata a 291 m s.l.m.

## Società

### Evoluzione demografica
Al censimento del 2000, Adair contava 839 abitanti e 366 famiglie. La densità di popolazione era di 147,19 abitanti per chiloemtro quadrato. Le unità abitative erano 404, con una media di 70,87 per chilometro quadrato. La composizione razziale contava il 99,05% di bianchi, lo 0,12% di nativi americani lo 0,36% di asiatici e lo 0,24% di altre razze. Gli ispanici e i latini erano l'1,19% della popolazione residente.
| Anno | Abitanti |
| ---- | -------- |
| 1870 | 306      |
| 1880 | 722      |
| 1890 | 879      |
| 1900 | 900      |
| 1910 | 952      |
| 1920 | 950      |
| 1930 | 874      |
| 1940 | 827      |
| 1950 | 742      |
| 1960 | 750      |
| 1970 | 883      |
| 1980 | 894      |
| 1990 | 894      |
| 2000 | 839      |